# 扉を開けて (小説)
『扉を開けて』（とびらをあけて）は、『奇想天外』1981年6月号に掲載された新井素子によるファンタジーライトノベル。1986年には本作を原作としたアニメ映画が公開された。1986年にはコミカライズもされ、1987年にはパソコンゲームも発売されている。

## 概要
異世界を舞台とするファンタジー小説であり、新井が後に上梓する『ラビリンス―迷宮―』（1982年、徳間書店）、『ディアナ・ディア・ディアス』（1985年、徳間書店）と同一の世界観を持つ。  
他の2作と違い、本作では超能力者ではあるものの、現実世界の人間が主人公となっており、異世界に渡って冒険を繰り広げる。
『SF Japan』（徳間書店）2001年春季号には、後日談となる「斉木杳の憂鬱」が掲載されている。

## あらすじ
根岸美弥子と美弥子の唯一の友人斉木杳は、それぞれ超能力を持っている大学生である。同級生の山岸桂一郎が超能力者かもしれないと、ある満月の夜の13日の金曜日に待ち合わせたところ、3人そろって時空の歪みに吸い込まれてしまう。
大きな扉を開けてみると、そこは「中の国」と呼ばれる異世界。中の国は「西の国」の植民地となっており、将軍デュラン三世の圧政に苦しめられていた。美弥子は、神官ラディンと伝説の女王の復活を待つ人々に祭り上げられ、伝説の女王ネリューラとして民衆を救うための戦いを始める。途中、「東の国」のディミダ姫と出会い、中の国と東の国の軍勢は合流して、デュラン三世のいるシャワの都へと進む。
ラディンの正体はデュラン三世であり、歴史を流れさせるため、ネリューラ伝説を利用し、異世界から美弥子らを呼び寄せたのも彼だった。美弥子らはデュラン三世を倒し、元の世界へと戻った。

## 登場人物
根岸美弥子
本作の主人公。通称ネコ。超能力は月の満ち欠けによってパワーが上下する。
斉木杳
瞬間移動の超能力を持つ。美弥子同様に超能力は月の満ち欠けによってパワーが上下する。
山岸圭一郎
自身の身体をライオンに姿を変える超能力を持つ。
ラ・ミディン・ディミダ
「東の国の鬼姫」と異名を取る。
ラディン
デュラン三世

## 書誌情報
- CBSソニー出版
  - 1982年、ISBN 4-7897-0008-9、表紙画、挿画:南伸坊
- 集英社コバルト文庫
  - 1985年、ISBN 4-08-610755-4、表紙画、挿画:長尾治
  - 2004年、ISBN 4-08-600495-X、表紙画、挿画:羽海野チカ - 新装版
- 集英社・愛蔵版
  - 1996年、ISBN 4-08-609043-0、表紙画、挿画:沢田としき

### 本作を収録する作品集
- 新井素子SF&ファンタジーコレクション2
  - 柏書房、2019年
  - 「斉木香の憂鬱」「二分割幽霊綺譚」を併録

## アニメ映画
1986年11月にキティ・フィルム制作、東宝配給で劇場公開された。同時上映は萩尾望都原作のアニメ映画『11人いる!』。
キャスト
- 根岸美弥子 - 藤本恭子
- 斉木杳 - 井上和彦
- 山岸圭一郎 - 佐藤政道
- ラ・ミディン・ディミダ - 平野文
- ラディン/デュラン三世 - 野沢那智
- トワド - 島田敏
- ワンス - 池田勝
- スメガ - つかせのりこ
- キラ - 坂本千夏
- クンニ - 深見理佳
- ミセ - 貴家堂子
- ネリューラ - 勝生真沙子
- 黒騎士 - 安原義人
- アルタリア - 荒勢
- 大学教授 - 篠沢秀夫

スタッフ
- 製作 - 多賀英典
- 企画 - 落合茂一、高橋豊
- 企画協力 - 竹宮惠子
- プロデューサー 古徳稔、出﨑哲
- 脚本 - 小出一巳、出崎哲
- 原作 - 新井素子
- 監督 - 清水恵蔵
- 絵コンテ - 出崎哲
- 演出 - 冨永恒雄、金子隆悠季
- 作画監督 - 小林ゆかり
- 美術監督 - 新井寅雄
- 撮影監督 - 諫川弘
- 編集 - 尾形治敏、伊藤勇喜子、西昭彦
- キャラクター・デザイン - 四分一節子
- 音楽 - マーク・ゴールデンバーグ
- 音楽監督 - 及川禅

- 主題歌 - DATE OF BIRTH「思い出の瞳」
- 挿入歌 - 藤本恭子「愛されたくて」

## 漫画
亜藤潤子の作画で、『花とゆめ』（白泉社）1986年20号から同年24号まで連載された。話数表記は「ACT.○」。
コミックスは花とゆめコミックスから全1巻。コミックスには「カーテンコール」が描き下しされている。
書誌情報
- 扉を開けて 花とゆめコミックス
  - 1986年12月 ISBN 4-592-11816-2

## パソコンゲーム
1987年に企画・制作キティ・エンタープライズ、販売アスキーでパソコンゲームが発売された。ゲームはアドベンチャーゲーム。対応機種はPC-8801mkIISR。

## 参考書籍
- 『アニメ版 扉を開けて』CBSソニー出版、1986年。ISBN 4-7897-0256-1。 - アニメ映画公開に併せた特集本。設定資料やアニメ映画の場面紹介の他、新井素子と出崎哲の対談が収録されている。